# Iridaceae
Las iridáceas (Iridaceae) son una familia de plantas perennes, herbáceas y bulbosas pertenecientes al orden Asparagales dentro de las monocotiledóneas. La familia, cuyo nombre deriva del género Iris, cuenta con más de 2000 especies que se distribuyen por casi todo el mundo, siendo una de las familias más importantes en horticultura. Géneros tales como Crocus e Iris son componentes preponderantes de las floras de varias regiones de Eurasia e Iris se halla muy bien representado en Norteamérica. Gladiolus y Moraea son géneros muy amplios y componentes principales de la flora subsahariana y sudafricana. Sisyrinchium, con más de 140 especies, es el género de iridáceas más diversificado en América, donde también se encuentran varios otros miembros de la familia, muchos de los cuales son importantes en la floricultura tropical.
Actualmente se reconocen 66 géneros que se distribuyen entre siete subfamilias y ocupan una gran variedad de hábitats. La mayoría de las especies se adapta a climas estacionales que tienen un período de pronunciada sequía o frío desfavorables para el crecimiento vegetal y durante el cual las plantas permanecen latentes. Por esa razón, la mayoría de las iridáceas son de hoja caduca ya que sus partes aéreas (hojas y tallos) se secan cuando el bulbo o el cormo entra en letargo o dormancia. Las plantas así sobreviven períodos que no son favorables para el crecimiento refugiándose bajo el suelo. Las especies de iridáceas de hoja perenne se limitan a los bosques subtropicales y a las sabanas, a las praderas templadas y a los fynbos húmedos.

## Descripción

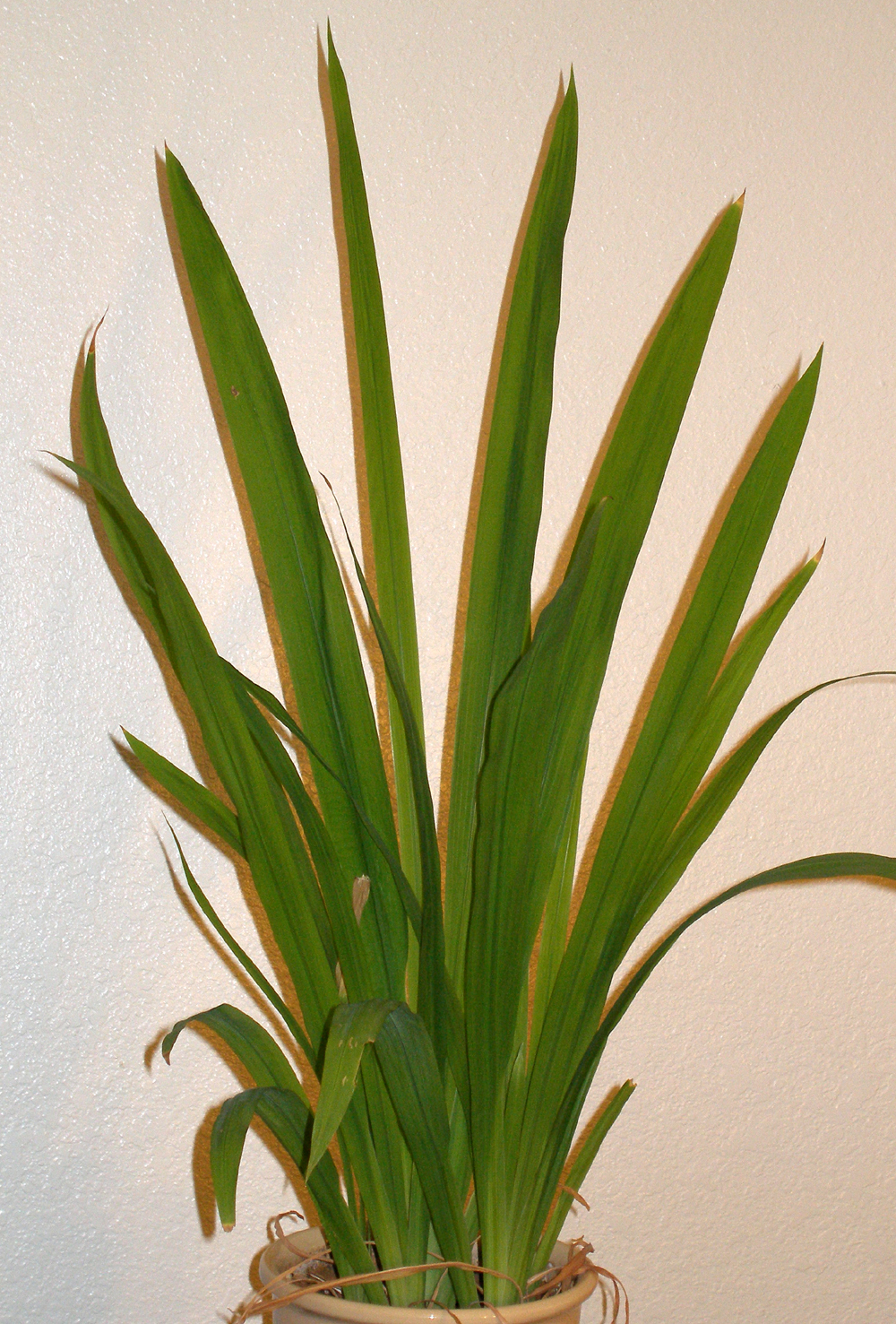
Hojas equitantes en Neomarica longifolia.

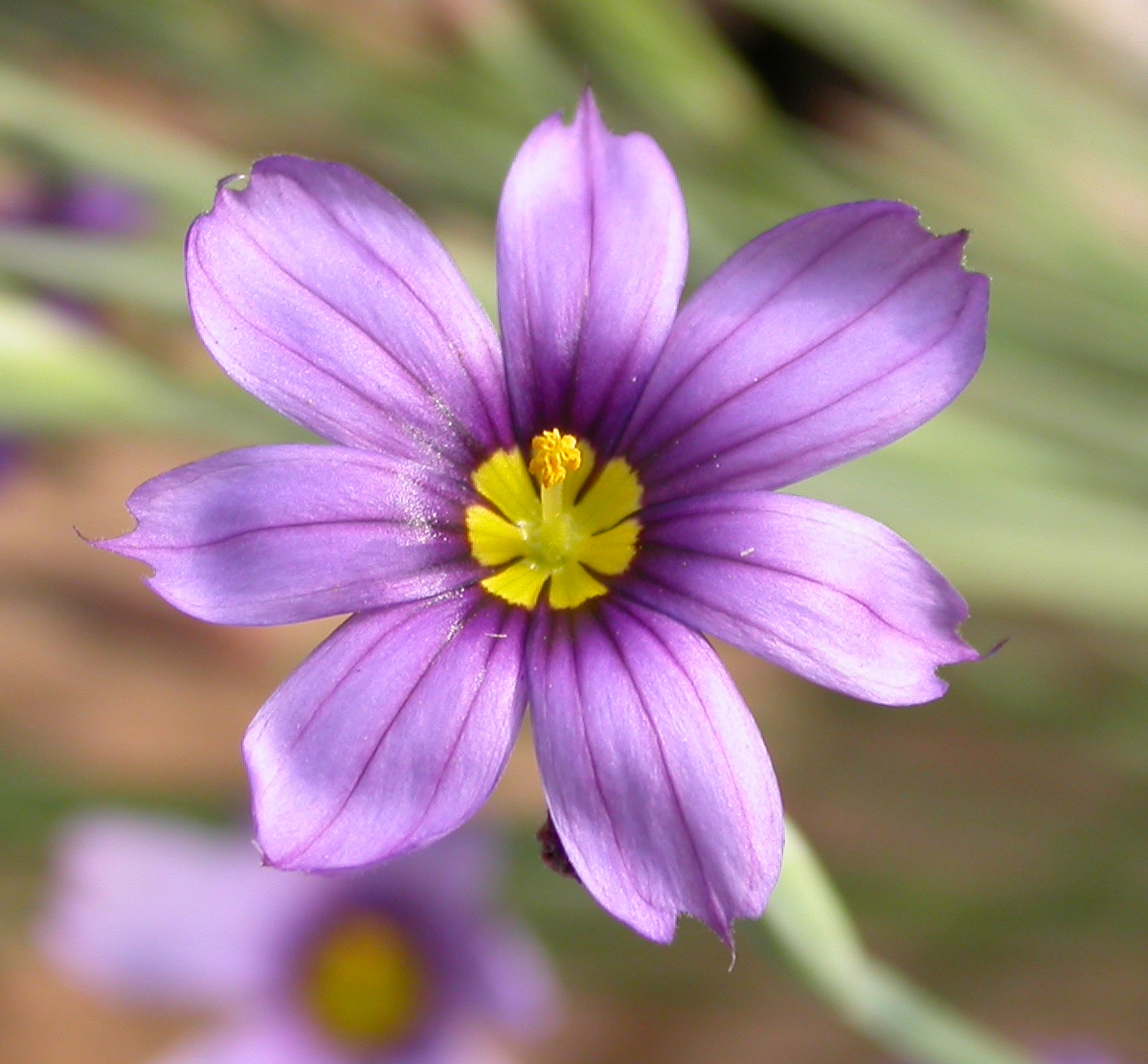
Detalle de la flor de Sisyrinchium bellum; nótese que en esta especie ambos ciclos de tépalos son similares.

Neomarica northiana es una especie que muestra muchas diferencias en el tamaño y forma de los dos ciclos de tépalos.

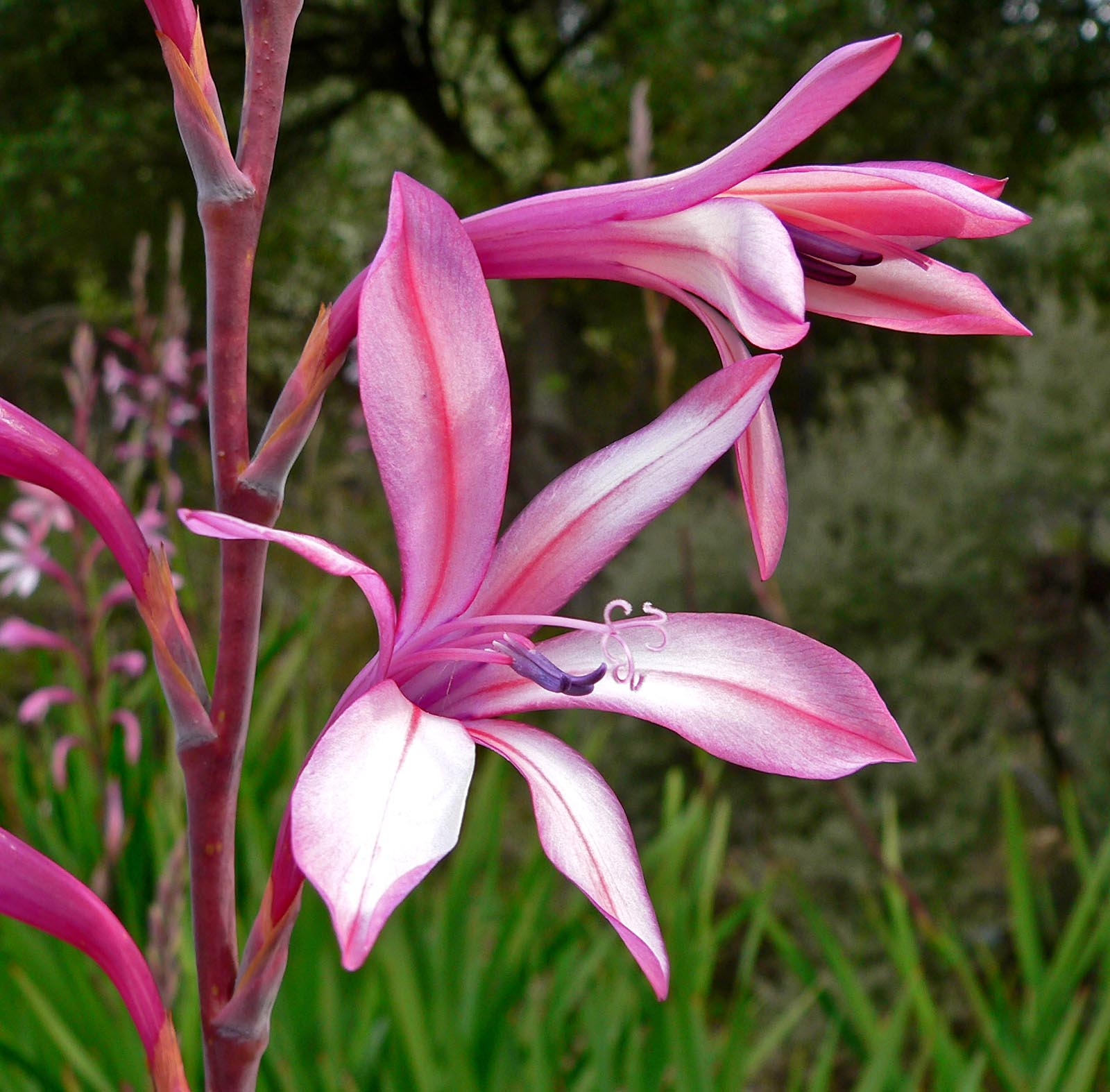
Watsonia pyramidata, nótese la corola tubular.

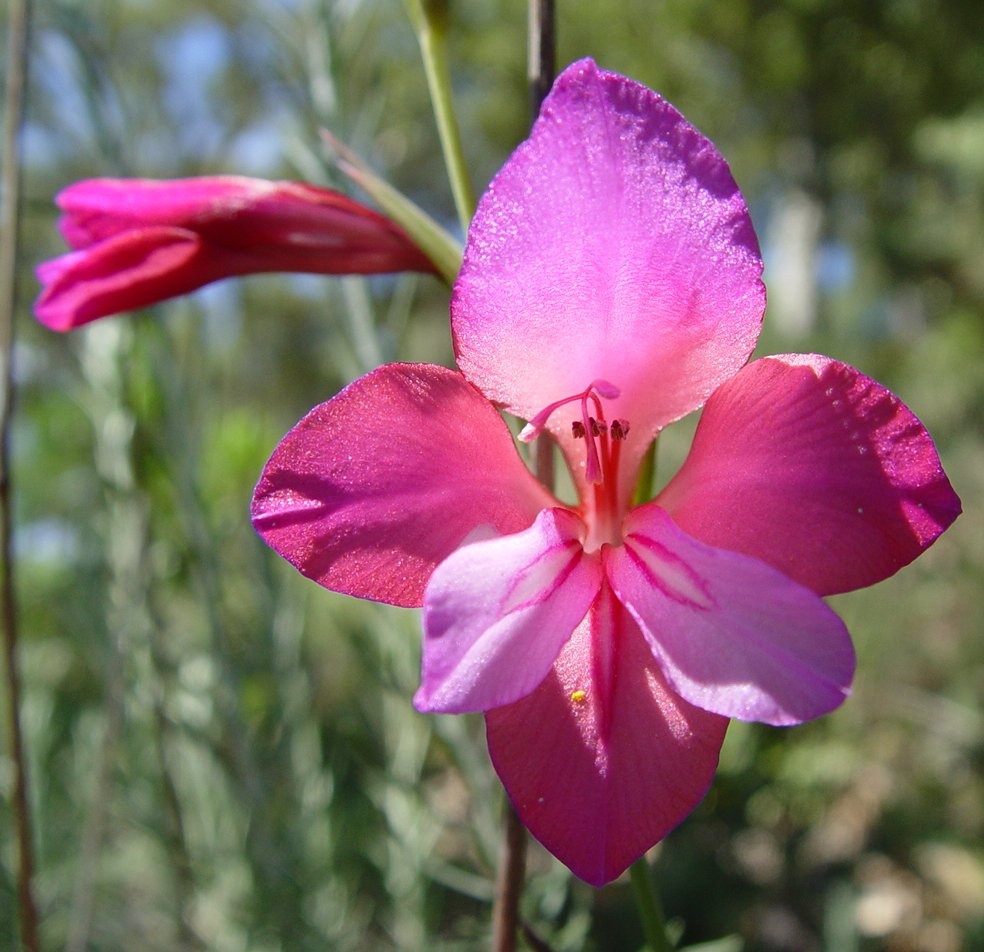
Gladiolus illyricus, una especie europea que presenta flores zigomorfas.

Las iridáceas son plantas generalmente herbáceas y perennes, raramente anuales o arbustivas leñosas con crecimiento secundario anómalo. El follaje puede mantenerse todo el año o puede secarse en alguna estación para luego rebrotar, por lo que las iridáceas pueden ser perennifolias o caducifolias. Excepcionalmente, como es el caso de Geosiris, no presentan clorofila ya que los miembros de este género son plantas saprofíticas. Los tallos son rizomas, cormos o bulbos, o un cáudice leñoso. Presentan grandes cristales prismáticos de oxalato de calcio en los haces vasculares de las vainas como así también taninos o varios tipos de terpenoides. Los pelos que cubren varios órganos aéreos son simples.
Las hojas son simples, de margen entero, delgadas y en general lineares o ensiformes, paralelinervadas, alternadas y dísticas, muchas veces equitantes, y con lámina unifacial (con el plano de la hoja paralelo al tallo) o terete (circulares en el corte transversal), a lo largo del tallo a basales, de base envainadora, sin estípulas. En Geosiris las hojas son solo escamas y no presentan clorofila.
Las flores de la mayor parte de las iridáceas son grandes y llamativas, perfectas, esto es, son hermafroditas con órganos femeninos y masculinos funcionales. Además, son pentacícilicas ya que poseen cinco verticilos o ciclos de piezas florales: dos ciclos constituyen el perigonio, un ciclo forma el androceo y el último verticilo conforma el gineceo. Con respecto a su simetría, las flores de las iridáceas pueden ser cigomorfas a actinomorfas ya que presentan desde uno a varios planos de simetría. Pueden estar sostenidas a través de un pedicelo, o bien, ser sésiles. En general están encerradas por una a dos brácteas. El perigonio está compuesto por tres piezas externas de sépalos petaloideos y tres piezas internas de pétalos, los que colectivamente se denominan tépalos ya que no difieren en cuanto a su textura o color. El perigonio, no obstante, puede ser homoclamídeo —Sisyrinchium— o heteroclamídeo —Moraea, Iris, Trimezia— según si la forma de los tépalos externos difiere de la de los tépalos internos. Los tépalos internos pueden ser más pequeños y más erectos que los externos, como en el caso de muchas especies de Iris y algunas de Moraea, estar muy reducidos y curvados hacia abajo, como en el caso de los miembros del subgénero Scorpiris; o directamente pueden faltar, como ocurre en Patersonia. Los tépalos usualmente son grandes, imbricados, vistosos, a veces punteados, y pueden ser libres o estar unidos en sus bases, hasta formando un tubo prominente en el caso de los miembros de Ixioideae el que puede tener una longitud de hasta 20 cm como en el caso de Iris unguicularis. Los tépalos externos en el caso de las tribus Irideae y Tigrideae pueden diferenciarse en dos porciones y la porción proximal se denomina «garra». Las garras, especialmente en los tépalos internos, son frecuentemente pilosas y están cubiertos de manchas o marcas y, a menudo, están cubiertos de glándulas. En los tépalos externos de las especies del subgénero Iris se hallan las guías de néctar, las que se encuentran cubiertas de pelos largos y multicelulares que forman lo que se conoce como «barba» y que explica su denominación popular de «iris barbados». El androceo está formado por tres estambres, excepcionalmente solo dos como en el caso de Diplarrhena, los que se hallan insertos en la base de los tépalos externos. Los estambres pueden disponerse separados entre sí o estar unidos por sus filamentos formando un tubo, lo que conforma un androceo monadelfo. La posición de los estambres es variable, ya que pueden disponerse radial o unilateralmente. Las anteras a veces se hallan unidas a las ramas del estilo, son de dehiscencia longitudinal y extrorsa o poricida. El polen usualmente es monosulcado. El gineceo está constituido por tres carpelos unidos entre sí y es de ovario ínfero, a excepción de Isophysis que posee ovario súpero y por esa razón, al menos parcialmente, se halla segregado en su propia subfamilia, Isophysidae. El ovario presenta tres cavidades o lóculos, cada uno de los cuales lleva desde uno a varios óvulos con placentación axilar y, más raramente, parietal. Los óvulos suelen ser anátropos o campilótropos y bitégmicos. El estilo es filiforme, terminal, usualmente con tres ramas o con tres lóbulos, las ramas a veces se hallan expandidas y son petaloideas, como ocurre en muchas especies de Iridoideae. El estigma es trífido, a veces bífido, terminal o bien, dispuesto en la cara abaxial de las ramas del estilo. Los nectarios se hallan en los septos del ovario, en la base de los tépalos externos, en los tépalos internos (Tigridia), en la base de los estambres (Iris) o bien, pueden estar ausentes, como en el caso del género Sisyrinchium.
Las flores son solitarias o bien se hallan en varios tipos de inflorescencias terminales por lo común sostenidas por una bráctea. Los tipos de inflorescencia pueden ser umbelas, ripidios, muchas veces altamente modificadas, o espigas. Los ripidios están cubiertos por dos brácteas (espatas) opuestas, usualmente grandes, foliosas o secas. Cada flor en las espigas presenta dos brácteas opuestas. En Geosiris la inflorescencia es subterránea.
El fruto es una cápsula loculicida normalmente dehiscente, puede ser dura o cartilaginosa y en ocasiones leñosa. Las semillas son entre globulares a angulosas (en forma de prisma) o incluso discoidales y pueden presentar alas, arilo o una cubierta seminal, normalmente con estructura celular y de tono amarronado. El endosperma es duro y contiene hemicelulosa, aceite y proteína. En su interior se ubica un pequeño embrión.

## Ecología

### Distribución y hábitat
Ampliamente distribuidas, siendo especialmente diversas en el sur de África. Las especies de esta familia ocupan hábitats muy diversos, tanto en climas tropicales, subtropicales como templados. La mayoría de las especies de Iridaceae se hallan adaptadas a climas estacionales que presentan períodos excesivamente secos o fríos, desfavorables para el crecimiento vegetal, y en los cuales estas plantas entran en reposo. De hecho, la mayoría de las especies son caducifolias. Las especies perennifolias se hallan restringidas en su distribución a los bosques subtropicales, a las sabanas y a las estepas templadas. En las especies deciduas, la parte aérea (tallos y hojas) se seca durante el período desfavorable y las plantas entran en reposo gracias a que poseen órganos subterráneos de supervivencia y de reserva de nutrientes (rizomas, bulbos y cormos). Esta adaptación es particularmente ventajosa para todas las iridáceas que habitan comunidades que soportan incendios periódicos durante la estación seca. En esos períodos, las plantas se hallan en reposo y de ese modo sobreviven al calor del fuego. Los incendios limpian de vegetación la superficie, eliminando la competencia y, además, aportan nutrientes al suelo a través de las cenizas. Cuando las primeras lluvias caen, los bulbos, cormo (tallo subterráneo)s y rizomas comienzan a brotar rápidamente, iniciando un nuevo período de crecimiento y desarrollo sostenido por las reservas acumuladas en sus tejidos durante la estación previa.

### Polinización y dispersión
Las iridáceas presentan una gran variabilidad en su ecología reproductiva y una gran diversidad de tipos y estructuras florales congruentes con la adaptación a la polinización por animales (zoofilia). La mayoría de las especies son entomófilas y son polinizadas por diversos órdenes de insectos (especialmente escarabajos, abejas y moscas), mientras que otras son polinizadas por pájaros (ornitófilas). Las recompensas florales son néctar o polen.
Las semillas usualmente son dispersadas por viento o agua, pero también ocurre dispersión biótica.
La mayoría de las especies que componen este género florecen en verano, cuando las hojas ya están secas. Las flores, actinomorfas a cigomorfas, son usualmente de color rosado o rojo, si bien también hay especies con flores de color blanco, amarillo, marrón o crema. El género presenta dos números cromosómicos básicos, x= 15 y 16.
La biología de la polinización de Tritoniopsis es bastante sorprendente. Hay especies que presentan flores con los tépalos unidos en sus bases formando un tubo corto y de color rosado que son polinizadas por abejas que buscan su néctar. A partir de estos caracteres florales, considerados ancestrales, se han derivado varios modos más especializados de polinización durante la evolución del género. Así, cuatro especies con tubos florales alargados y con perianto bilabiado rosado o rojo son polinizadas por pájaros del género Nectarinia (Passeriformes) o bien por la mariposa Aeropetes tulbaghia. Otras dos especies con flores rosadas con márgenes rojos son polinizadas por moscas del género Prosoeca (Nemestrinidae). Tritoniopsis parviflora, finalmente, se considera única entre las iridáceas de Sudáfrica, ya que además de presentar néctar azucarado, produce aceite en las flores como recompensa para la abeja Redivia gigas (Melittidae).

## Evolución y filogenia

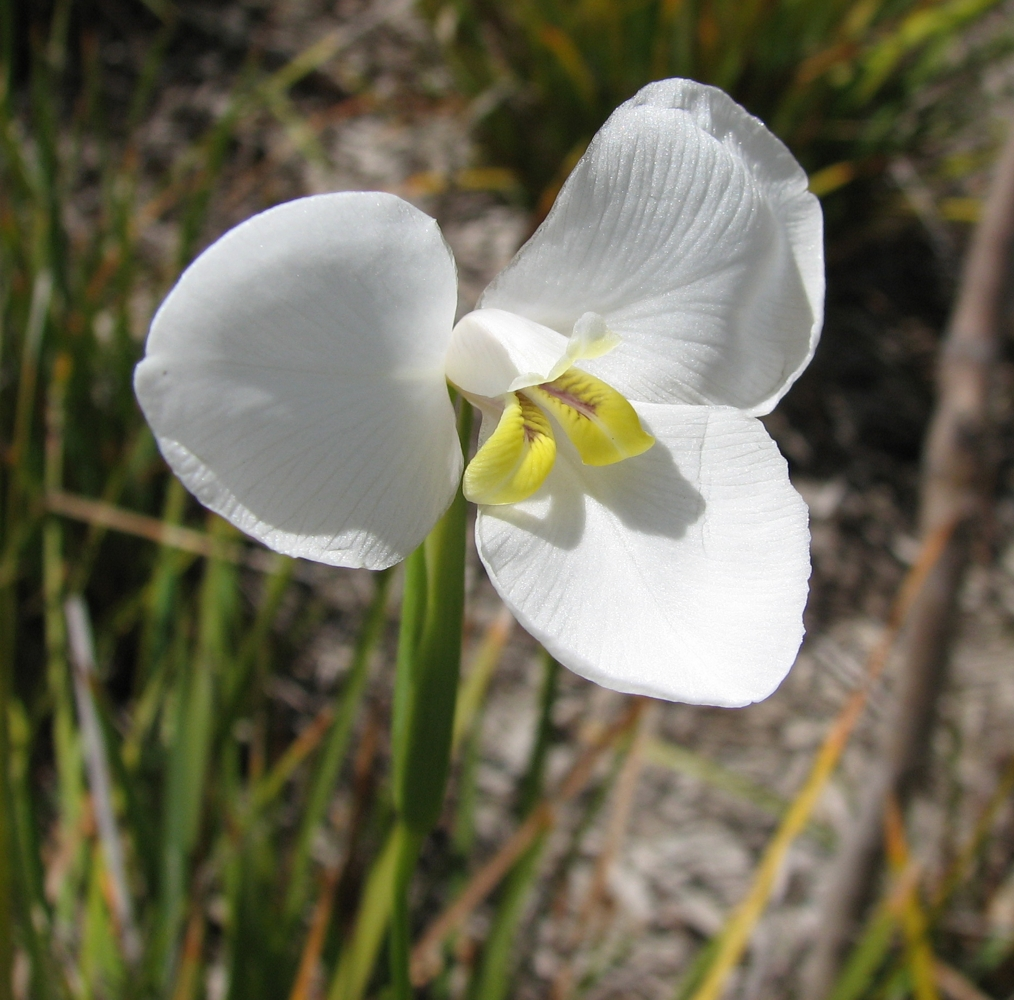
Flor de Diplarrena moraea.

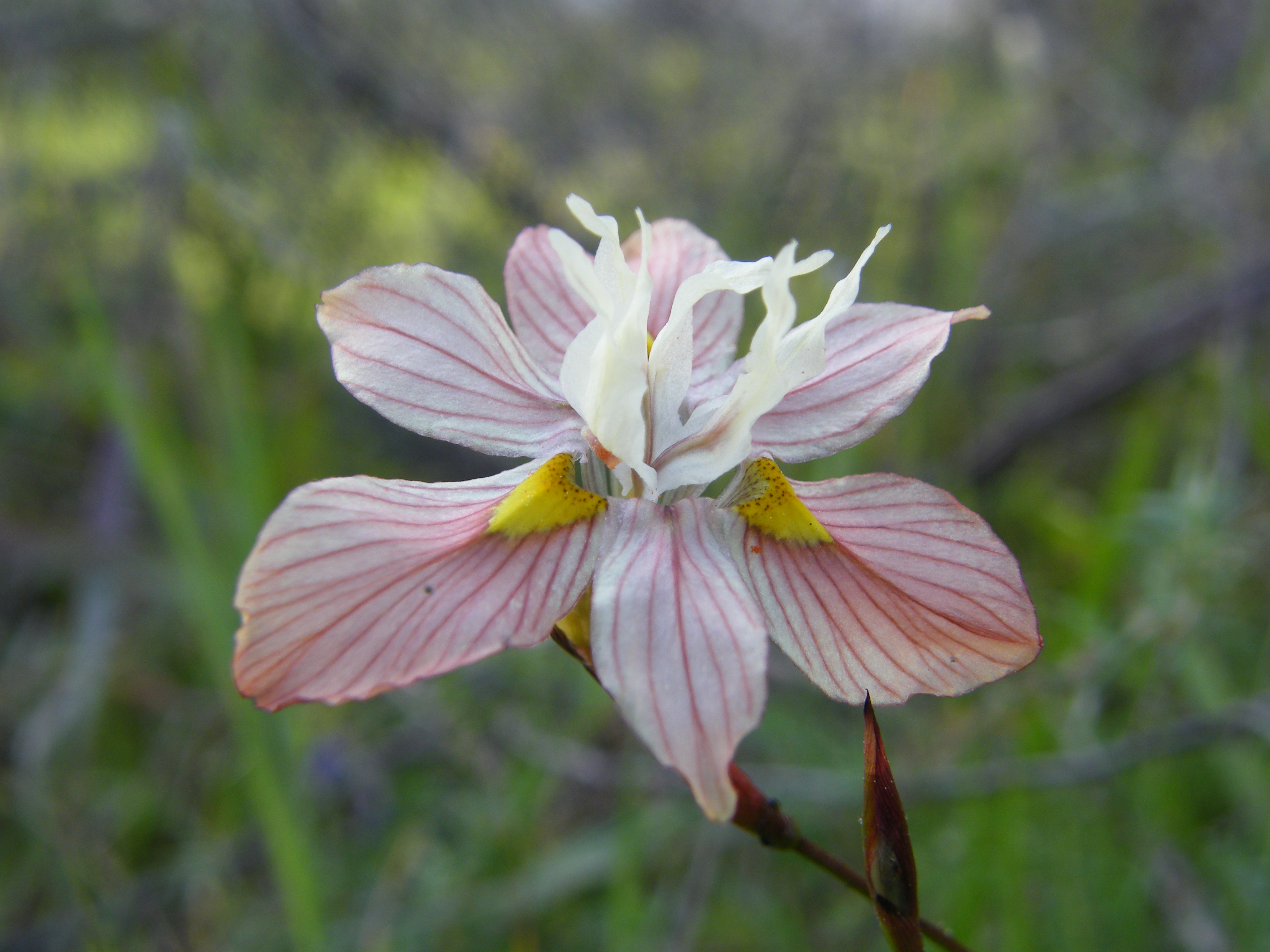
Flor de Moraea gawleri.

Las iridáceas son una de las familias más grandes y mejor estudiadas dentro del orden Asparagales, se distingue de las otras familias de Aspargales debido a la estructura única de su inflorescencia (un ripidio) y su combinación de ovario ínfero con tres estambres. En las iridáceas también son comunes las hojas unifaciales, mientras que las hojas bifaciales son la norma en las restantes asparagales.
La divergencia entre las doryantáceas y las iridáceas ocurrió hace aproximadamente 82 millones de años, durante el período Campaniense del Cretácico. Isophysis es el único miembro viviente de las iridáceas que es hermano de todos los demás integrantes de la familia, de los cuales divergió hace unos 66 millones de años, en el período Maastrichtiense.
La familia se originó en el Hemisferio Sur, cuando Australia estaba unida a la Antártida formando un solo supercontinente que se hallaba a latitudes mayores, antes de que ocurriera una glaciación significativa. Los dos clados más grandes de la familia divergieron hace 61 millones de años en el Cretácico tardío. Los análisis filogenéticos basados en la morfología y en las secuencias de ADN indican que las iridáceas constituyen un clado monofilético. Los caracteres morfológicos analizados en forma independiente ubicaron a las iridáceas dentro del orden de las liliales, mientras que las secuencias de ADN, o el análisis conjunto de datos morfológicos y moleculares, la ubican dentro de Asparagales.
Tres clados grandes son evidentes dentro de Iridaceae:
- Isophysidoideae, que contiene solo a Isophysis, se distingue por un ovario súpero y probablemente es hermana del resto de los grupos.
- Iridoideae, tiene flores que usualmente duran un solo día, pueden reconocerse por la presencia de nectarios en los tépalos y por las ramas del estilo muy largas y tubulares, divididas debajo del nivel de las anteras. Este grupo se caracteriza también por presentar los aminoácidos libres meta-carboxifenilalanina y glicina. Dentro de las iridoideas son evidentes varios clados:
  - Sisyrinchieae, comprende a Sisyrinchium y géneros relacionados, presentan las ramas del estilo alternando con los estambres. En los demás miembros de la subfamilia, en cambio, las ramas del estilo se oponen a los estambres.
  - un clado que comprende a Irideae, Mariceae y Tigrideae con los tépalos diferenciados en un limbo y una garra y los ápices superiores de las ramas del estilo con apéndices petaloideos. Iris, Moraea, Nemastylis, Trimezia, y Tigridia son algunos de los géneros representativos.
- Finalmente, el clado Crocoideae que comprende, por ejemplo, a Ixia, Crocosmia, Geissorhiza, Crocus, Romulea, Freesia, Gladiolus, y Hesperantha. Presentan tépalos unidos en su base, cormos en vez de rizomas, flores sésiles, polen y hojas características. Muchos miembros de este grupo retienen el carácter ancestral de prsentar nectarios septales.[17]

### Evolución del número cromosómico

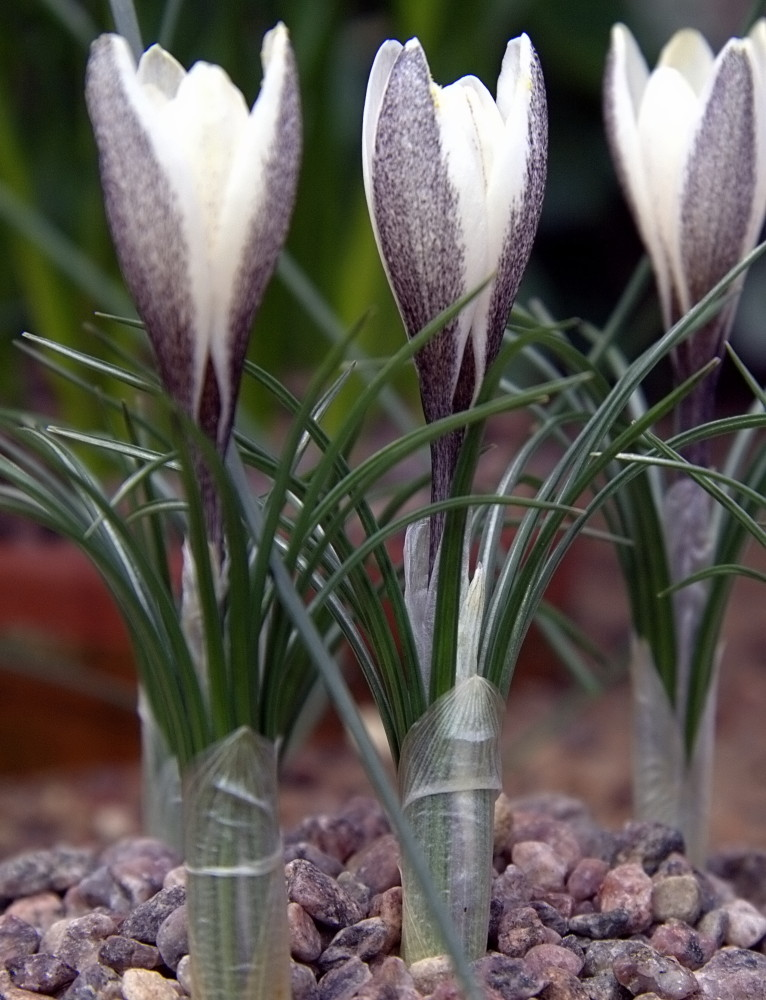
Flores de Crocus alatavicus.

Muchas especies de iridáceas han sido estudiadas con respecto a su número cromosómico y cariotipo. Tales estudios han permitido determinar el número cromosómico básico de casi todos los géneros (los cuales varían desde x=6 hasta x=16) y delinear cuáles han sido los cambios cromosómicos que han acompañado la evolución de las iridáceas, desde su centro de diversificación en el sur de África hasta su actual distribución global. La reducción disploide (o sea, la disminución progresiva del número cromosómico básico como consecuencia de rearreglos cromosómicos) ha jugado un papel fundamental en la evolución de varios géneros, tales como Gladiolus, Romulea, Crocus, Iris, Morea y Sisyrinchium. Todos estos géneros presentan varios números cromosómicos básicos y una especialización adaptativa que ha acompañado los cambios a nivel cromosómico. Un ejemplo de estos cambios en el número cromosómico lo ofrece Gladiolus. En este género el número cromosómico básico más frecuente es x=15, con una gran mayoría de especies diploides (2n=30) en África. No obstante, para varias especies africanas se han informado otros números cromosómicos básicos. Así, G. atropurpureus presenta x = 12 (2n = 24 y 36); G. serapiflorus, G. gregarius, y G. pseudospicatus son diploides con x = 11 (2n = 22); G. unguiculatus presenta x = 13 (2n = 26) y x = 12 (2n = 24); mientras que G. actinomorphanthus presenta x = 14 (2n = 28). Estos números básicos x= 10, 11, 12, 13 y 14 se han originado por disploidía a partir de x = 15. Debido a que todas estas especies no se encuentran relacionadas desde el punto de vista morfológico, la reducción disploide en Gladiolus ha ocurrido en varias oportunidades durante la evolución del género, aparentemente en 4 linajes diferentes. Los cambios en el número cromosómico básico no estuvieron acompañados con reducciones en la cantidad de ADN nuclear ya que las mediciones de la longitud cromosómica total indican que todas las especies diploides presentan aproximadamente la misma cantidad de material cromosómico, con independencia del número básico de cromosomas. Finalmente, en África la poliploidía en las especies de Gladiolus es infrecuente, pero en las especies euroasiáticas es la regla más que la excepción. De hecho, el análisis cromosómico de las entidades europeas G. atroviolaceus, G. communis, G. illyricus, G. imbricatus y  G. italicus indicó que no existen poblaciones diploides, sino que la mayoría de esos taxones forman series poliploides (3x, 4x, 6x, 8x y 12x) basadas en el número básico x = 15.

## Taxonomía
El nombre de la familia se basa en el del género Iris, el mayor y más conocido de Europa. El origen del nombre se remonta a 1753, cuando Carlos Linneo viendo el extenso colorido de sus especies lo nombró como la diosa griega Iris. Este es un nombre conservado, de modo que incluso si un nombre anterior llega a ser descubierto para la familia, el nombre «Iridaceae» seguiría siendo válido. Se atribuye a la obra de 1789 de Antoine Laurent de Jussieu Genera plantarum secundum ordines naturales disposita, juxta methodum in horto Regio Parisiensi exaratum anno 1774.
La familia ha sido aceptada en todos los grandes sistemas de clasificación del siglo XX. En el sistema de Cronquist es tratada como parte del orden Liliales dentro de la subclase Liliidae, el sistema de Takhtajan la colocó en su propio orden —Iridales— junto con Isophysidaceae y Geosiridaceae, las cuales fueron tratadas como familias separadas con un solo género cada una, y en el sistema de Thorne es tratada como parte del orden Orchidales, en su propio suborden, Iridineae. En el sistema creado por el Grupo para la filogenia de las angiospermas en 1998, 2003 y 2009 (APG, APG II y APG III, respectivamente) se coloca a las iridáceas en el orden de las asparagales, que forma parte a su vez de un clado llamado «monocotiledóneas no commelinóideas».

### Clasificación dentro de la familia

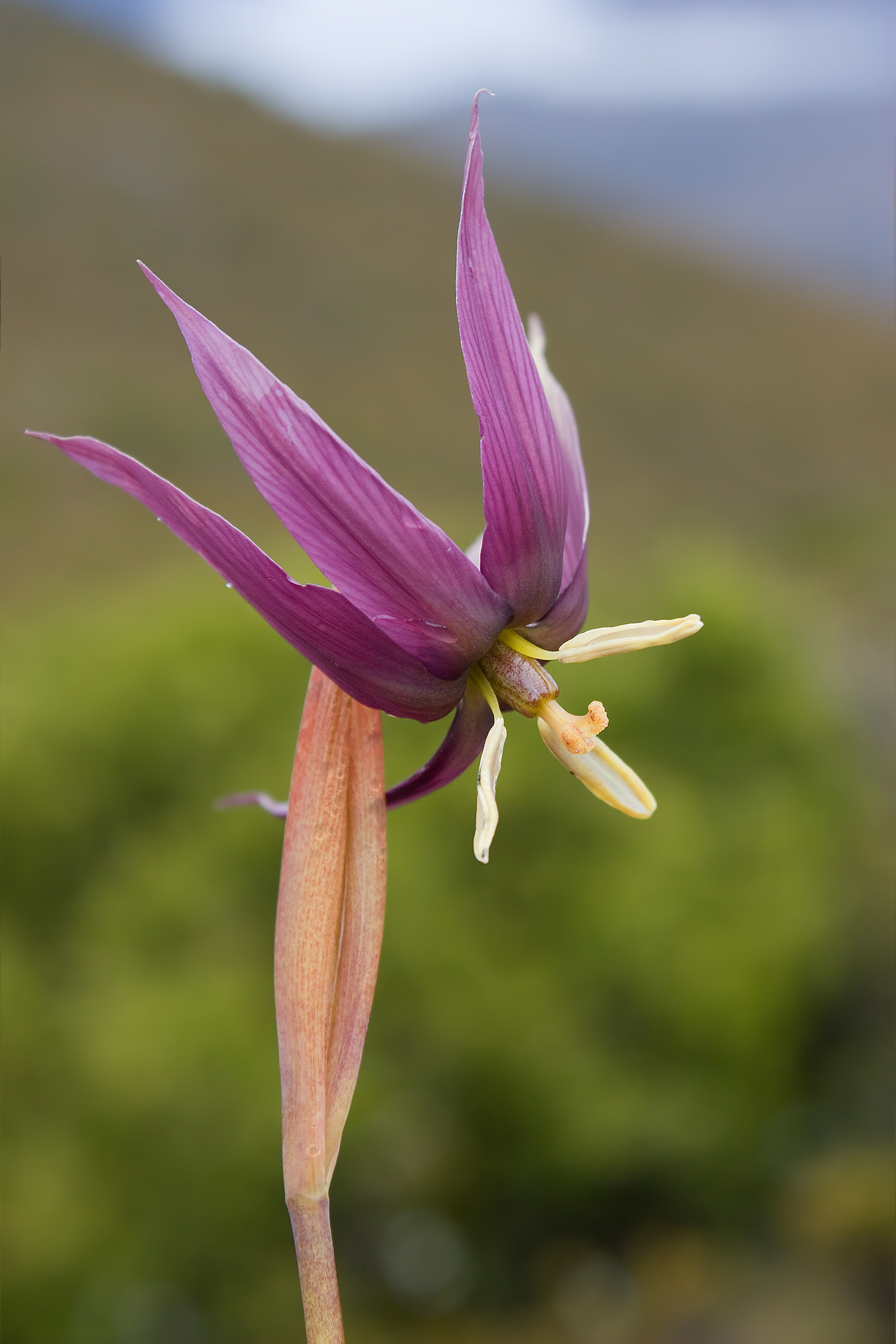

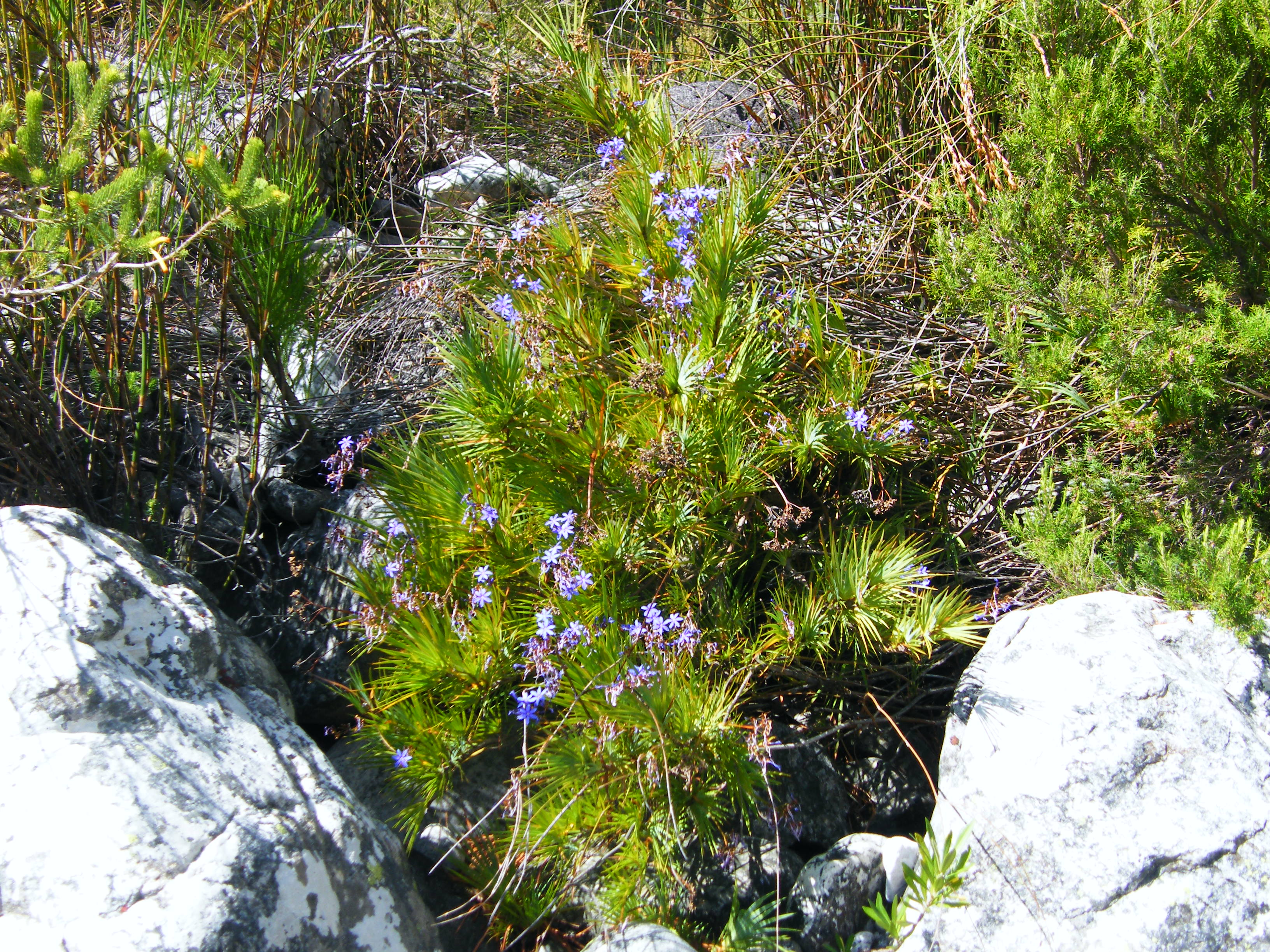

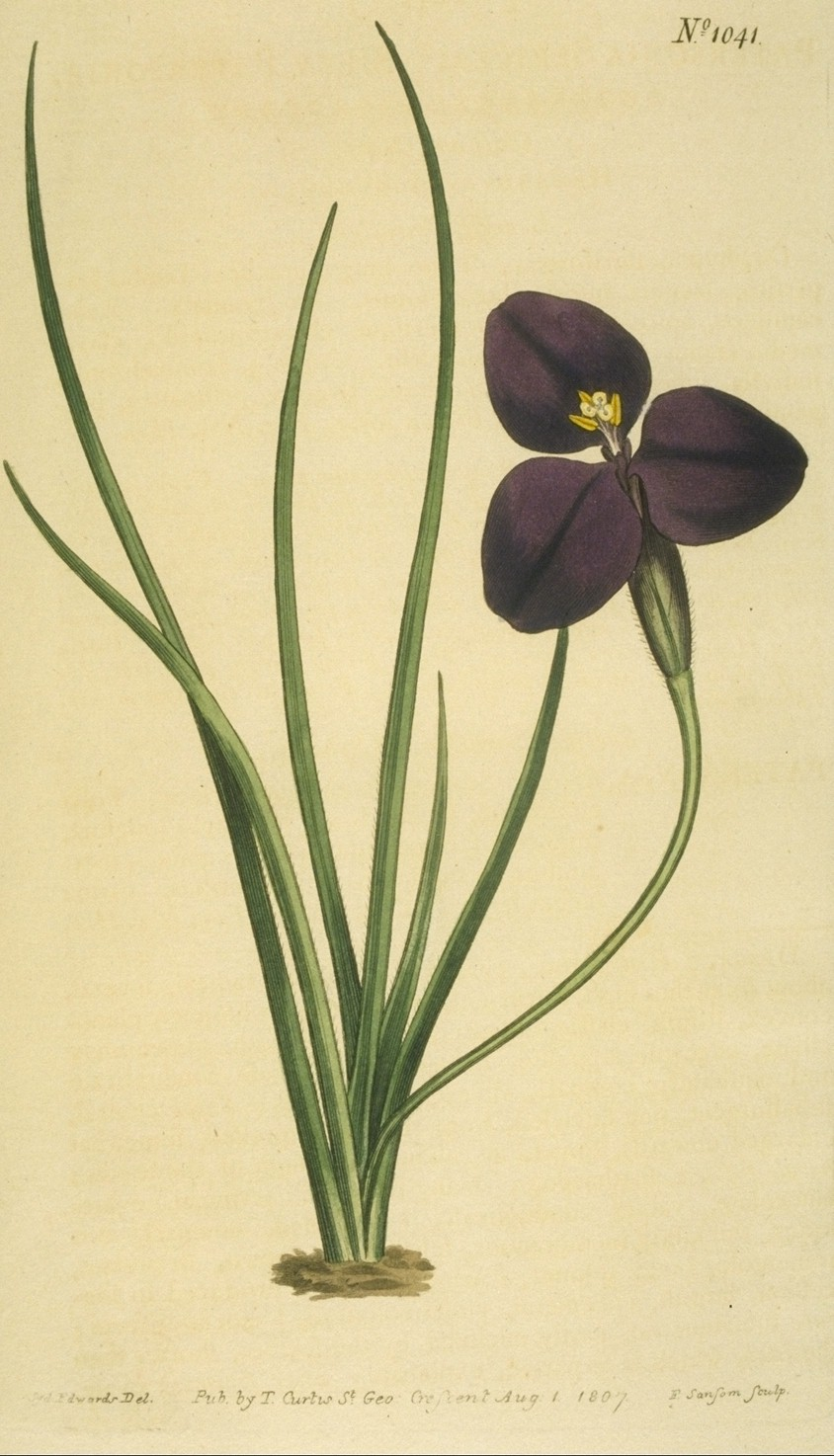

Sobre la base de la morfología floral y vegetativa, la anatomía, la embriología, la ultraestructura del polen, el análisis cromosómico y la quimiosistemática de compuestos flavonoides, la familia Iridaceae ha sido subdividida por el botánico Peter Goldblatt en cuatro subfamilias, las cuales se corresponden con los cuatro linajes principales que sugiere el análisis filogenético:
- Subfamilia Isophysidoideae Takhtajan ex Thorne & Reveal,[31] que incluye un solo género, Isophysis, que contiene una única especie natural en Tasmania. Esta subfamilia constituye el clado hermano del resto de las iridáceas y, como única excepción a una característica típica de Iridaceae, se distingue por presentar ovario súpero.
- Subfamilia Patersonioideae Goldblatt,[30] con un solo género, Patersonia, que abarca unas 21 especies distribuidas por Australia, Borneo, Sumatra y Nueva Guinea.
- Subfamilia Geosiridoideae Goldblatt & Manning.[30][32]
- Subfamilia Nivenioideae Schulze ex. Goldblatt[33] la cual comprende tres géneros arbustivos del sur de África (Klattia, Nivenia y Witsenia) y 15 especies. Se distinguen por presentar flores con simetría radiada, con tépalos libres y dispuestas en grupos pequeños, entre largas brácteas. El órgano subterráneo de reserva es un rizoma.
- Subfamilia Aristeoideae Vines[34] con un solo género, Aristea, que comprende unas 55 especies distribuidas en África subsahariana y Madagascar.
- Subfamilia Iridoideae Klatt[35] que posee 42 géneros y 695 especies. Una subfamilia especializada tanto en aspectos florales como fitoquímicos, con distribución global aunque predominantemente del Hemisferio Sur, es la única con representantes en Sudamérica. Las especies presentan tépalos separados, flores con simetría radial, estilos petaloideos y rizomas (raramente bulbos).
  - Diplarreneae Goldblatt,[36] es una tribu que incluye un solo género —Diplarrena— con dos especies oriundas de Australia.
  - Irideae B. M. Kittel,[37] tribu con cinco géneros y aproximadamente 510 especies. El género Bobartia se distribuye por África del Sur, especialmente en la región de El Cabo y está compuesto por 15 especies; Dietes se encuentra en el este y el sur de África y posee seis especies; Ferraria tiene su distribución en el Sur y en los trópicos de África, y cuenta con 14 especies; Iris que incluye Belamcanda, Hermodactylus, Pardanthopsis, con alrededor de 275 especies,[38] se distribuye en Eurasia, norte de África y Norteamérica; Moraea, que incluye Barnardiella, Galaxia, Gynandriris, Hexaglottis, Homeria y Roggeveldia, con unas 200 especies,[39]) se concentra en África subsahariana y también en Eurasia.
  - Sisyrinchieae J. S. Presl,[40] incluye seis géneros y unas 177 especies oriundas de América y Australasia. Libertia género distribuido en América del Sur y Australasia con 12 especies; Olsynium, que incluye Chamelum, Ona, Phaiophleps, con otras 12 especies, se distribuye en América del Sur y el oeste de América del Norte; Orthrosanthus cuenta con 10 especies en América Central, América del Sur y Australia; Sisyrinchium, con 140 especies es el género más representado de la tribu y se distribuye por América del Norte y América del Sur; Solenomelus con dos especies y Tapeinia con solo una, son originarios de América del Sur.
  - Trimezieae Ravenna.[41] (= Mariceae Hutchinson 1934, nom. illeg.) es una pequeña tribu con solo tres especies exclusivamente americanas. Trimezia, que tiene unas doce especies, y Neomarica, con unas 18, se hallan en América del Sur y América Central, Pseudotrimezia posee 12 especies, en cambio, presenta una distribución restringida al este de Brasil.
  - Tigridieae B. M. Kittel, incluye 15 géneros y alrededor de 172 especies. Alophia está distribuido en los trópicos de América del Sur, América Central y Sur de Norteamérica, y tiene alrededor de cinco especies. Calydorea, actualmente incluye a Catila, Itysa, Tamia, comprende unas 16 especies;[42] Cardenanthus tiene aproximadamente 8 especies; Ennealophus, que incluye Tucma, tiene 5 especies; unas seis especies tienen tanto el género Gelasine como Herbertia; Hesperoxiphium, con cuatro especies, y Mastigostyla, con cerca de 15, son géneros exclusivamente sudamericanos; Cipura tiene alrededor de 9 especies y Eleutherine dos, y se distribuyen en Sudamérica y América Central; Cobana con una única especie se halla en América Central; Cypella, que incluye a Kelissa, Onira y Phalocallis, con cerca de 30 especies, se encuentra en América del Sur, México y Cuba; cerca de 5 especies tiene Larentia que se encuentra en el norte de Sudamérica y México; Nemastylis agrupa a 4 especies de América Central y sur de América del Norte; Tigridia, que incluye a Ainea, Cardiostigma, Colima, Fosteria, Rigidella y Sessilanthera, con cerca de 55 especies, se distribuye en México, América Central y los Andes.
- Subfamilia Crocoideae G. T. Burnett[43] posee 29 géneros y unas 1030 especies —más de la mitad de especies de las iridáceas— con caracteres derivados tanto a nivel de anatomía foliar, exina polínica, flavonoides e inflorescencias.[44] Los géneros de esta subfamilia son predominantemente de África del Sur. Típicamente, las especies de esta subfamilia presentan los tépalos unidos formando un tubo, las flores tienen simetría bilateral (menos frecuentemente radial), estilos no petaloideos y el órgano subterráneo de reserva es un cormo (más raramente un rizoma).
  - La tribu Tritoniopsideae Goldblatt Manning (2006), incluye un solo género, Tritoniopsis, con 24 especies distribuidas en Sudáfrica.
  - Watsonieae Klatt (1882) comprende ocho géneros y 111 especies. Los géneros son: Cyanixia con una sola especie del archipiélago yemení de Socotra; Lapeirousia con 42 especies distribuidas en África del Sur y Árica tropical; Micranthus con tres especies, Pillansia con una, Thereianthus con ocho, sendos de la región de El Cabo; Savannosiphon monoespecífico, y Zygotritonia con cuatro especies, ambos del trópico de Capricornio africano; finalmente, Watsonia posee unas 51 especies, todas del sur de África.
  - Gladioleae Dumortier (1822) con dos géneros y unas 263 especies conocidas. Los géneros Oenostachys, Homoglossum, Anomalesia y Acidanthera, tradicionalmente considerados géneros independientes, han sido incluidos dentro de Gladiolus.[45] y posee todas las especies de la tribu, excepto una. De amplia distribución se puede encontrar en África, incluyendo Madagascar, y Eurasia; La otra especie pertenece al género Melasphaerula del sur africano.
  - Fresieae Goldblatt and Manning (2006) incluye a cuatro géneros y 26 especies: Crocosmia con ocho especies tropicales y del sur de África, incluyendo Madagascar; Devia tan solo posee una especie al oeste de Karoo en Sudáfrica; Freesia que incluye Anomatheca tiene 15 especies localizadas en el oriente tropical y sur de África; por último, Xenoscapa agrupa dos especies del sur de África.
  - Croceae Dumortier (1822) es una tribu que comprende 14 géneros y unas 608 especies: Afrocrocus, monoespecícico, y Chasmanthe, que contiene tan solo tres especies, se distribuyen por el suroeste de Sudáfrica; Babiana que incluye Antholyza es un género del sur de África con unas 90 especies; el género Crocus se distribuye por Europa, Asia, norte de África, y cuenta con alrededor de 85 especies; Dierama, con 44 especies distribuidas desde el trópico de Capricornio africano hasta Sudáfrica; el género monotípico Duthieastrum también se encuentra en el sur de África; así como Geissorhiza que se distribuye por Sudáfica, sobre todo al suroeste de la región de El Cabo, cuenta con 86 especies; Hesperantha que incluye a Schizostylis posee unas 82 especies subsaharianas; Ixia, del sur de África, agrupa a unas 67 especies; Radinosiphon cuenta con dos especies, aunque bien pudieran ser más, distribuidas desde el trópico de Capricornio africano hasta el cabo de Buena Esperanza; Romulea aparece en África, área mediterránea y archipiélagos canario y de Socotra, y cuenta con alrededor de 95 especies; Sparaxis, que incluye a Synnotia, posee 15 especies de la región de El Cabo; Syringodea con siete especies del sur de África; y, finalmente, Tritonia con 30 especies distribuidas desde el trópico de Capricornio hasta el sur de Sudáfrica.

### Géneros
La familia comprende aproximadamente 70 géneros y más de 1600 especies, distribuidas por todo el globo, con una marcada concentración de especies en el hemisferio sur y el mayor centro de radiación en África, al sur del Sahara.
- Ainea Ravenna
- Alophia Herb.(sin. Eustylis)
- Aristea Sol. ex Aiton
- Babiana Ker Gawl. ex Sims
- Bobartia L.
- Calydorea Herb. (sin.: Cardiostigma Herb.,Itysa Ravenna y Salpingostylis Small)
- Cardenanthus Foster
- Chasmanthe N.E.Br.
- Cipura Aubl.
- Cobana Ravenna
- Crocosmia Planch.
- Crocus L.
- Cyanixia
- Cypella Herb. (incl. Kelissa Ravenna, Onira Ravenna)
- Devia Goldblatt & J.C.Manning
- Dierama K.Koch
- Dietes Salisb. ex Klatt
- Diplarrhena Labill.
- Duthiastrum M.P. de Vos
- Eleutherine Herb.
- Ennealophus N.E.Br. (sin. Tucma Ravenna, Eurynotia Foster)
- Ferraria Burm. ex Mill
- Fosteria Molseed
- Freesia Eckl. ex Klatt (sin. Anomatheca, Lapeirousia)
- Geissorhiza Ker Gawl.
- Gelasine Herb.
- Geosiris Baill.
- Gladiolus L. (sin. Oenostachys, Homoglossum, Anomalesia, Antholyza L. y Acidanthera)
- Herbertia Sweet (sin.: Sympa Ravenna)
- Hermodactylus Mill.
- Hesperantha Ker Gawl. (sin. Schizostylis)
- Hesperoxiphion Baker
- Iris L. (sin. Belamcanda)
- Isophysis T.Moore
- Ixia L.
- Klattia Baker
- Larentia Klatt
- Lethia Ravenna
- Libertia Spreng.
- Mastigostyla I.M.Johnst.
- Melasphaerula Ker Gawl.
- Micranthus (Pers.) Eckl.
- Moraea Mill. (sin.: Bernardiella, Galaxia, Gynandiris, Hexaglottis, Homeria, Sessilstigma y Roggeveldia)
- Nemastylis Nutt.
- Neomarica Sprague
- Nivenia Vent.
- Olsynium Raf.
- Orthrosanthus Sweet
- Pardanthopsis (Hance) Lenz
- Patersonia R.Br.
- Pillansia L.Bolus
- Pseudotrimezia Foster
- Radinosiphon N.E.Br.
- Romulea Maratti
- Savannosiphon Goldblatt & Marais
- Sessilanthera Molseed & Cruden
- Sisyrinchium L.
- Solenomelus Miers
- Sparaxis Ker Gawl.
- Sphenostigma Baker
- Syringodea Hook.
- Tapeinia Comm. ex Juss.
- Thereianthus G.J.Lewis
- Tigridia Juss.
- Trimezia Salisb. ex Herb.
- Tritonia Ker Gawl.
- Tritoniopsis L.Bolus (Anapalina N.E.Br.)
- Watsonia Mill.
- Witsenia Thunb.
- Xenoscapa (Goldblatt) Goldblatt & J.C.Manning
- Zygotritonia Mildbr.

## Importancia económica y cultural

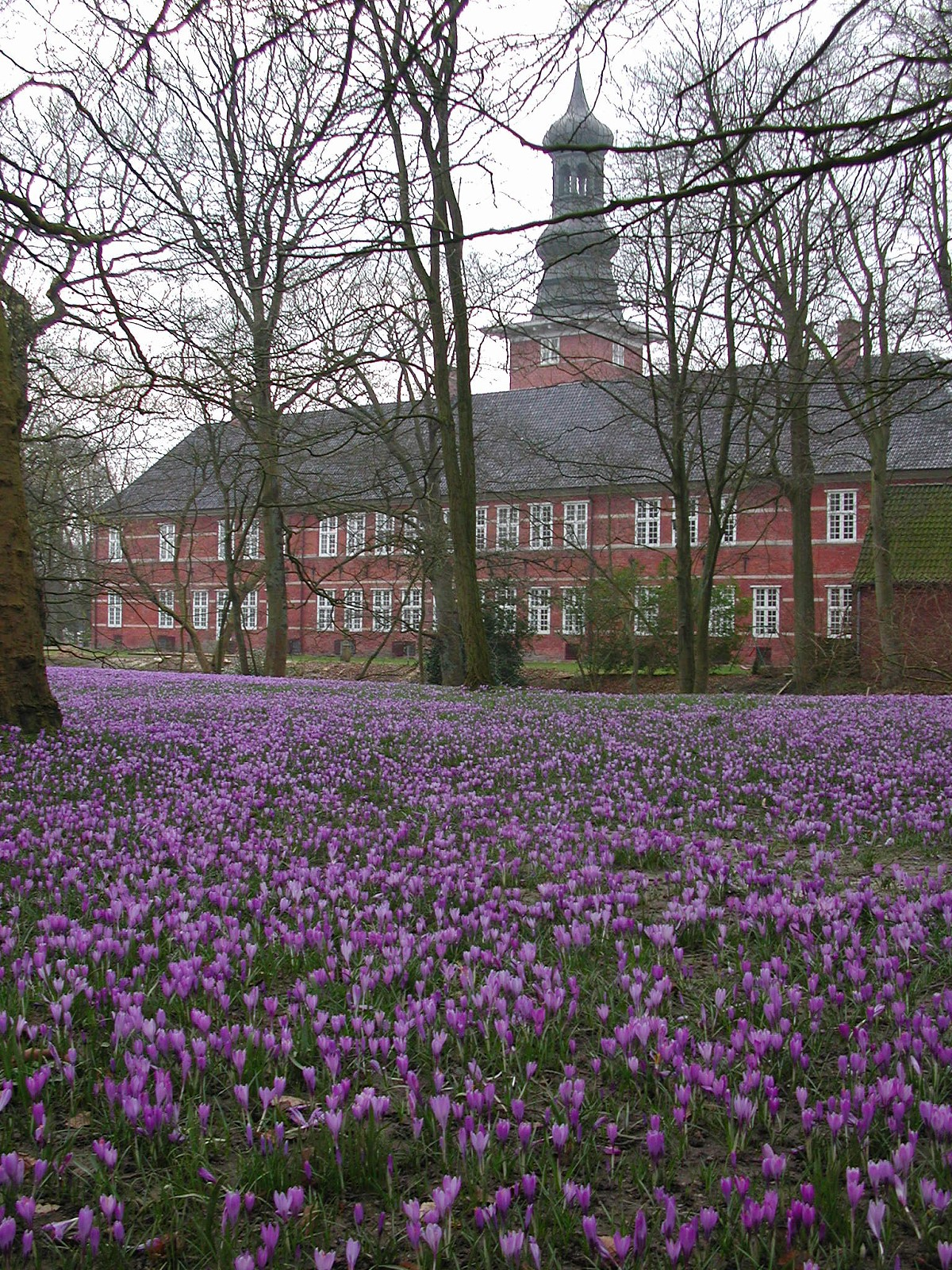
Muchas iridáceas se utilizan en diseños de parques y jardines. En la imagen, Crocus tapizando el parque del castillo Husum, Alemania.

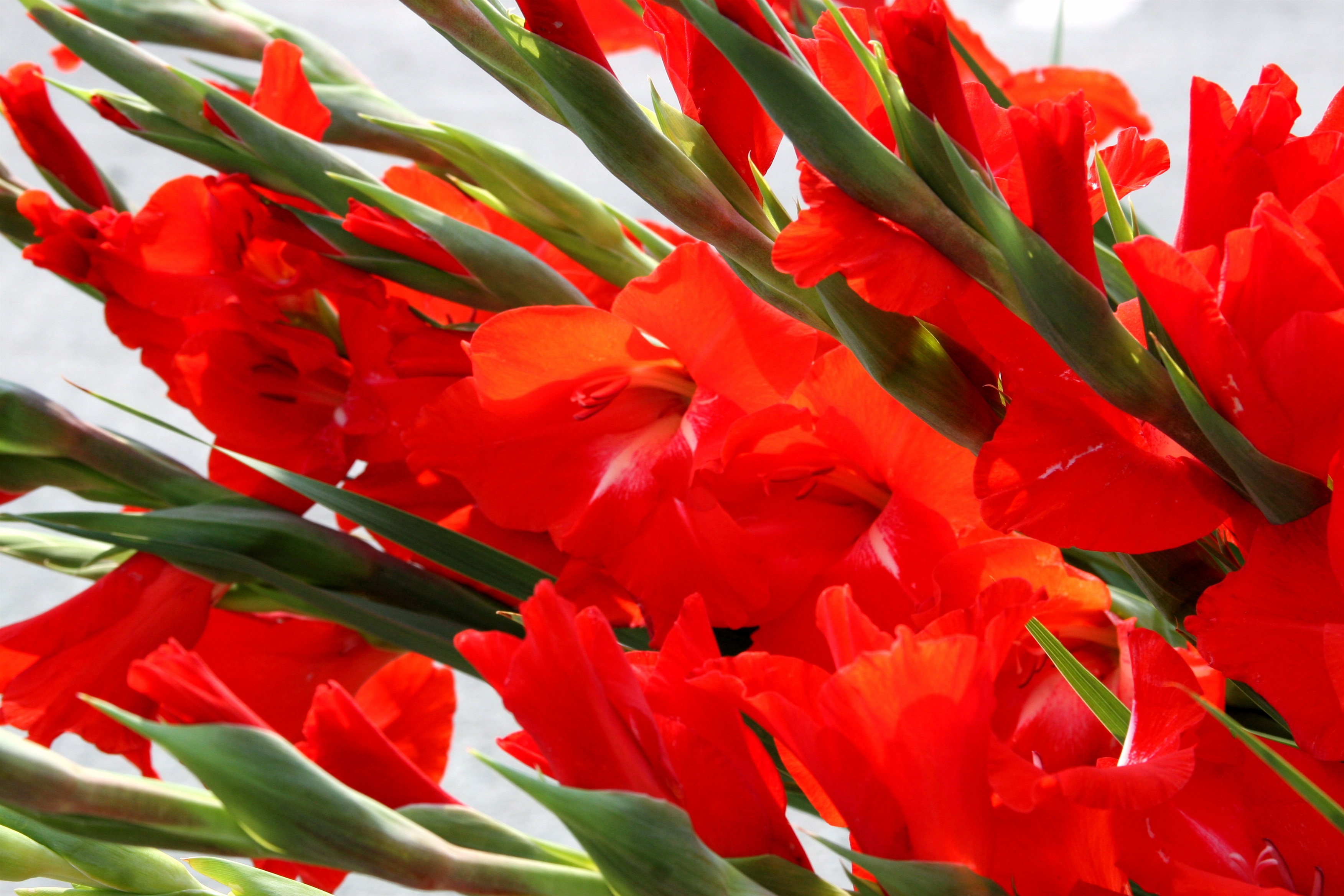
Varias especies de iridáceas se utilizan en la industria de la flor cortada. En la imagen, inflorescencias de un cultivar rojo de gladiolo.

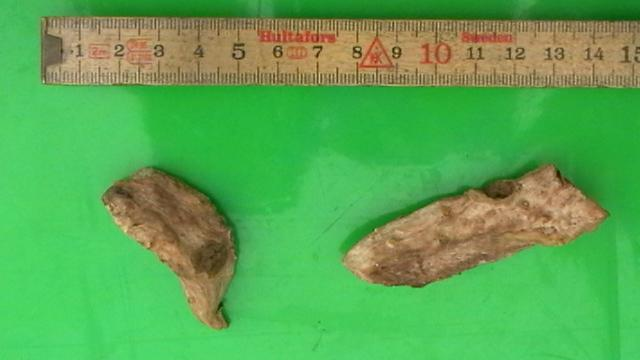
Raíz de orris.

Muchas especies de Iridaceae presentan una gran importancia económica en la horticultura ornamental y en la industria de la flor cortada, especialmente Gladiolus, Freesia, Sparaxis, Iris, Tigridia («flor tigre»), Ixia («lirio del maíz»), Romulea, Neomarica, Moraea («lirio mariposa»), Nemastylis, Belamcanda, Sisyrinchium («pasto de ojos azules»), Crocosmia, y Trimezia. Muchos otros géneros (Watsonia, Crocus, Dietes, Tritonia, Hesperantha y Neomarica) se cultivan en jardines en regiones tropicales y templadas, como plantas perennes y bulbosas.
Moraea y Homeria son dos géneros de plantas venenosas y representan un problema en las regiones productoras de ovinos y bovinos, notablemente en Sudáfrica.

### Etnobotánica
Numerosas especies de iridáceas han sido utilizadas como plantas alimenticias, condimenticias, ornamentales y medicinales por diferentes culturas a través de los siglos. Los indios Navajo, por ejemplo, utilizaban decocciones de la planta de Iris missouriensis Nutt. como emético. Trozos de rizomas de la misma especie eran utilizados para controlar el dolor de muelas o se aplicaba la decocción caliente de la planta en los oídos para calmar la otitis. Las raíces pisadas de Iris versicolor L. se aplicaban en las heridas, probablemente como antiséptico y las infusiones de las raíces secas se suministraban para calmar cualquier dolor. En Hawái, Sisyrinchium acre se utilizaba de diversos modos. Las hojas y el jugo que se podía extraer de ellas se utilizaban para dar color azul a los tatuajes. Las hojas, maceradas con sal, azúcar y otras especies se recomendaba para limpiar y curar enfermedades de la piel. En India, Iris ensata se usaba como antihelmíntico, depurativo, diurético y vermífugo y, junto con otras especies, en el tratamiento de afecciones venéreas. El lirio leopardo (Iris domestica) tiene una larga historia de uso en la medicina tradicional china ya que aparentemente es muy efectiva para controlar enfermedades causadas por bacterias, hongos y virus, como así también para disminuir la fiebre o disminuir inflamaciones. Las raíces de esta especie se cosechaba en el verano o el otoño y se secaba para usar más tarde. Otra Iridácea muy utilizada en medicina popular durante siglos es el azafrán (Crocus sativus). Los usos eran múltiples: antiespasmódico, afrodisíaco, carminativo, expectorante, narcótico, sedativo y estimulante, siendo en la actualidad reemplazado por medicinas menos onerosas.
La raíz de orris son los rizomas secos de Iris germanica, Iris florentina o Iris pallida. Antiguamente se utilizaba en medicina herbal occidental y, en la actualidad, se usa principalmente como fijador y nota de base en perfumería, como así también como ingrediente de muchas marcas de ginebra.

### Simbolismo

Escudo de armas de la Francia moderna. Adviértanse las flores de lis en color dorado sobre el fondo azul.

La flor de lis (en el francés original fleur de l'iris) de la heráldica es una flor estilizada de una especie del género Iris. Específicamente, se trata de Iris pseudacorus, una especie común al borde de los cursos de aguas en Francia. Se utiliza como un diseño decorativo o como un símbolo. Puede tener, a un mismo tiempo, un significado religioso, político, dinástico, artístico, emblemático o simbólico.
La flor de lis se ha usado en heráldica desde hace siglos. En el siglo XII, Luis VI y Luis VII fueron los primeros monarcas franceses en usarla en su escudo. Los reyes ingleses la usaron más tarde en sus armas para enfatizar sus reclamos sobre el trono de Francia. En el siglo XIV, se incorporó a menudo en las insignias de familia que se cosían en el manto del caballero, que era usado por su propietario sobre la cota de mallas, de ahí el término «manto de armas».
Durante el siglo XX el símbolo de la flor de lis fue adoptado por el Movimiento Scout Mundial, organización presente en todo el mundo. Los scouts la representan sobre fondo de color violeta morado, pintada en blanco o plateado y rodeada por cuerda que acaba en un nudo «llano» (nudo de la hermandad), y con dos estrellas de cinco picos en los pétalos exteriores. Cada pétalo representa uno de los tres principios y deberes (hogar, sociedad y creencia) y tres virtudes (abnegación, lealtad y pureza) que todo Scout debe seguir y tener. Las estrellas representan la vida al aire libre y los diez artículos de la ley scout.

## Estado de conservación
Existen especies de iridáceas que se consideran vulnerables o amenazadas de extinción. Las causas pueden ser la degradación de su hábitat natural o una distribución muy restringida. Según la Lista Roja de la IUCN las siguientes especies son vulnerables o se hallan amenazadas: Gladiolus pole-evansii, Gladiolus usambarensis, Moraea callista, Moraea stagnalis, Mastigostyla orurensis, Stahlia monosperma, Crocus cyprius, Crocus etruscus, Crocus hartmannianus, Iris boissieri, Mastigostyla orurensis, Romulea antiatlantica, Romulea aquatica y Romulea multisulcata.